# Bijbelonderzoekers

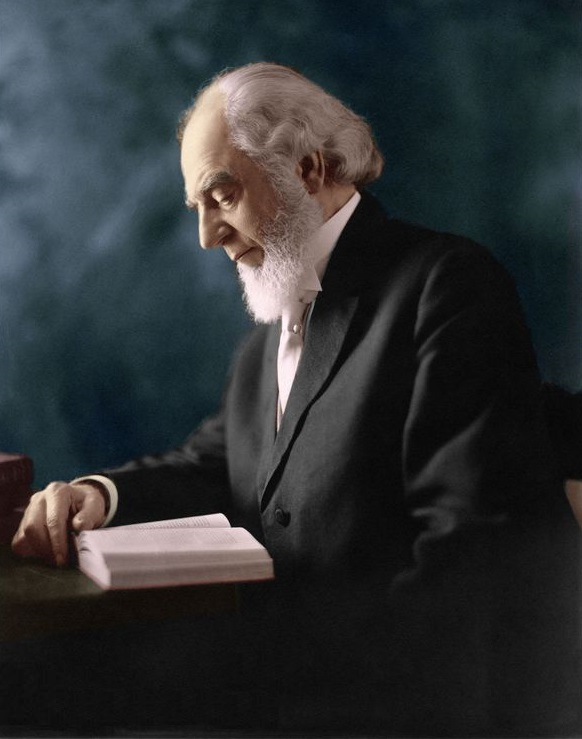
Charles Taze Russell

De beweging van de Bijbelonderzoekers (Engels: Bible Student movement) is de naam van de millennialistische, restaurationistische geloofsgemeenschap die is ontstaan uit de leer en bediening van Charles Taze Russell. De oorspronkelijke, officiële naam van de beweging is International Bible Students Association, maar de leden van de beweging hebben ook naar zichzelf verwezen als Bible Students, International Bible Students, Associated Bible Students of Independent Bible Students. In de periode 1909 en 1932 vond een aantal schisma's plaats binnen de gemeenten van Watch Tower Society (Wachttorengenootschap) in de Verenigde Staten. De opeenvolgende schisma's leidden tot diverse afsplitsingen, zoals de Ernstige Bijbelonderzoekers en de Vrije Bijbelonderzoekers en het hernoemen van de grootste resterende beweging tot Jehova's getuigen.
De belangrijkste splitsing begon in 1917, na de verkiezing van Joseph Franklin Rutherford tot president van het Wachttorengenootschap, twee maanden na de dood van Russell. Het schisma begon met Rutherfords controversiële vervanging van vier van de directieleden van het Wachttorengenootschap en de publicatie van The Finished Mystery zonder voorafgaande toestemming van de directieraad, een schending van het reglement van het Wachttorengenootschap. Duizenden leden verlieten de beweging gedurende de jaren 1920 naar aanleiding van de voorspellingen van Rutherford rondom 1925 die onjuist bleken te zijn, maar ook vanwege toenemende teleurstelling over zijn voortdurende doctrinaire en organisatorische wijzigingen en zijn campagne te komen tot gecentraliseerd bestuur van de beweging. William Schnell, schrijver en voormalig Jehova's getuige, beweert dat driekwart van de oorspronkelijke Bijbelonderzoekers die zich in 1921 hadden verbonden met het Wachttorengenootschap tegen 1931 waren vertrokken. In 1930 stelde Rutherford dat "het totale aantal van degenen die zich van het Genootschap hebben teruggetrokken ... relatief groot is."
Tussen 1918 en 1929 vormden verschillende facties hun eigen onafhankelijke groepering, waaronder de Standfast Movement, het Pastoral Bible Institute, de Laymen's Home Missionary Movement (die door Paul S. L. Johnson werd gesticht) en de Dawn Bible Students Association. Deze groeperingen variëren van conservatief, zich als ware hoeders van de leer van Russell beschouwend tot meer liberaal, in de overtuiging dat de rol van Russell niet meer zo belangrijk is als ooit gedacht. De factie van Rutherford slaagde erin de controle over het Wachttorengenootschap te bemachtigen en nam in juli 1931 de naam Jehova's getuigen aan. Het totale aantal leden van de van het Wachttorengenootschap onafhankelijke bewegingen binnen de Bijbelonderzoekers wordt op minder dan 75.000 geschat.

## Begin van de beweging
Ergens in 1869 hield Jonas Wendell een adventistische bijeenkomst waar Russell bij toeval passeerde. Russell ging naar binnen en bleef luisteren. Door de boodschap die daar werd gebracht, werd zijn geloof in de Bijbel hersteld. Onmiddellijk daarna startte Russell een Bijbelstudieklas met enkele van zijn vrienden en zijn vader.
De vroege opvattingen van Russell zijn in grote mate beïnvloed door - of zelfs ontstaan uit - de opvattingen van de Second Adventist-beweging. De grondlegger van die beweging was William Miller, die geloofde dat Christus zou wederkomen in 1844. Nadat die voorspelling niet was uitgekomen, versplinterde zijn aanhang in vele bewegingen, waarvan die van de zevendedagsadventisten de belangrijkste is. Russell nam veel ideeën van deze groeperingen over, zonder dat hij zelf lid werd van één ervan. Russell betuigde bijvoorbeeld zijn erkentelijkheid aan George Stetson, een voorganger van de Advent Christian Church in Edinboro (Pennsylvania, VS).
Russell werd ook beïnvloed door George Storrs en Nelson H. Barbour en via hen door Henry Grew. Storrs was uitgever van het tijdschrift Bible Examiner, in Brooklyn, New York. Van Storrs nam Russell zijn ideeën over inzake de sterfelijkheid van de ziel, de verzoening en de wederherstelling. Barbour was de uitgever van de "Herald of the Morning" en geloofde dat Christus’ wederkomst niet ten doel had de families van de aarde te vernietigen, maar hen te zegenen en dat hij niet in het vlees zou komen maar als een geest. Naast deze opvatting nam Russell van Barbour de interpretatie rond 1874 en 1914 over. Barbour en Russell gaven in 1877 gezamenlijk het boek Three Worlds, and the Harvest of This World uit. Dit 196 bladzijden tellende boek behandelde de wederherstelling en Bijbelse tijdprofetieën. Hoewel beide onderwerpen al eerder door anderen waren behandeld, was dit boek naar de mening van Russell „het eerste boek waarin de idee van de wederherstelling met tijdprofetieën werd gecombineerd”. Het zette de opvatting uiteen dat Jezus Christus sinds de herfst van 1874 onzichtbaar tegenwoordig was.
Na een conflict over de betekenis van Jezus' offeranderlijke dood, scheidden de wegen van Barbour en Russell. Russell begon daarop in 1879 met het uitgeven van zijn eigen blad: "The Watchtower" (De Wachttoren) en een stortvloed aan boeken (met als belangrijkste de serie "Schriftstudies (Delen 1 t/m 6)"), pamfletten en andere geschriften. Samen met zijn vriend William Henry Conley richtte hij in 1881 Zion's Watch Tower Society op. Conley werd hiervan president, Russell fungeerde als secretaris-penningmeester. Op 15 december 1884 werd dit genootschap rechtspersoonlijkheid verleend in Pittsburgh (Pennsylvania, Verenigde Staten) als Watch Tower Bible and Tract Society met Charles Taze Russell als president. Na verloop van tijd ontwikkelden groepjes abonnees op "The Watchtower" tot Bijbelstudieklassen en later tot ecclesia's (gemeenten) en was er sprake van een opzichzelfstaande beweging. Deze stond bekend als "Bijbelonderzoekers" of "Russellisten" (een naam die zijzelf niet accepteerden). Reeds tijdens Russells leven ontstonden diverse splintergroeperingen van de Bijbelonderzoekers, zoals de New Covenant Fellowship en de Christian Believers (oorspronkelijk de New Covenant Believers).

## Eerste schisma
In 1905 wees Paul S. L. Johnson, een van de reizende "Pelgrims" en een voormalig Luthers bedienaar, Russell erop dat zijn doctrines inzake het "Nieuwe verbond" een volledige herziening hadden ondergaan: tot 1880 had hij onderwezen dat het Nieuwe verbond pas volledig van kracht zou zijn als de laatste van de 144.000 gezalfde christenen in de hemel zou zijn opgenomen, maar vanaf 1881 had hij geschreven dat het al van kracht was geworden. Russell heroverwoog de kwestie en in januari 1907 schreef hij enkele artikelen in The Watch Tower waarin hij zijn eerdere positie bevestigde, namelijk dat "het nieuwe verbond exclusief tot het komende tijdperk behoort", waaraan hij toevoegde dat de kerk geen middelaar had, maar dat Christus de "pleitbezorger" was. Hij stelde ook dat de christenen die de 144.000 vormen met Christus "co-erfgenamen" zouden worden en als assistent-middelaars zouden dienen gedurende het Millennium.
Op 24 oktober 1909 schreef de voormalig secretaris-penningmeester van de Watch Tower Society E.C. Henninges, die op dat moment de bijkantooropziener was van de vestiging in Melbourne (Australië), een open protestbrief aan Russell om hem te overtuigen de lering te verlaten en om de Bijbelonderzoekers aan te sporen de juistheid ervan te onderzoeken. Toen Russell dit weigerde, verlieten Henninges en de meeste leden van de gemeente in Melbourne Russells beweging en vormden de New Covenant Fellowship. Honderden van de naar schatting 10.000 Bijbelonderzoekers in de Verenigde Staten volgden hun voorbeeld, inclusief Pelgrim M. L. McPhail, een lid van de gemeente in Chicago, en A. E. Williamson uit Brooklyn (New York), om de New Covenant Believers te vormen. De groep, die informeel naar de leden verwees als "Vrije Bijbelonderzoekers", gaven tot 1975 het tijdschrift The Kingdom Scribe uit. De lokale oprichtergroep staat momenteel bekend als de Berean Bible Students Church en kent minder dan 200 leden.

## Omstreden presidentschap
Op 6 januari 1917 werd Rutherford, 47 jaar oud, zonder tegenstand, gekozen als president van het Wachttorengenootschap op de bijeenkomst in Pittsburgh. Snel volgde controverse. Tony Wills beweert dat er bewijzen zijn dat nominaties werden geschorst, waardoor aandeelhouders de kans werd ontnomen duizenden stemmen uit te brengen op andere kandidaten. Binnen enkele maanden voelde Rutherford zich genoodzaakt zichzelf tegen de geruchten te verdedigen dat hij "politieke methodes" had gebruikt om zijn verkiezing zeker te stellen. Rond juni 1917 was het dispuut inzake de benoeming van Rutherford aangezwollen tot wat hij noemde: een "storm" die het Wachttorengenootschap voor de rest van 1917 verscheurde.
Bijbelonderzoekers werden tot diep in 1917 overspoeld met pamfletten van Rutherford aan de ene kant en Paul S.L. Johnson en vier door Rutherford afgezette directeuren aan de andere kant. Beide kampen beschuldigden de tegenstanders van een ernstig verkeerde voorstelling van zaken met als doel macht op te eisen. De controverse verscheurde de geloofsgemeenschap van de Bijbelonderzoekers en sommige gemeenten splitsten in tegengestelde groepen die loyaal waren aan Rutherford of juist aan degenen die hij had uitgestoten. Rutherfords vier tegenstanders deden nog één poging om hem af te zetten en beweerden dat hoewel hij de steun had van de meeste invloedrijke aandeelhouders, hij steun ontbeerde van de Bijbelonderzoekers in zijn geheel. Derhalve riepen zij op tot een democratische verkiezing onder alle Bijbelonderzoekers. Rutherford schreef in oktober: "Ik heb niet gestreefd naar verkiezing tot president en ik streef niet naar herverkiezing. De Heer is in staat zijn eigen aangelegenheden te verzorgen." Vervolgens zette hij zijn tegenstanders buiten spel door een referendum te organiseren voor alle Bijbelonderzoekers. Deze zou gehouden worden in december, één maand voor de jaarvergadering in Pittsburgh. Hoewel de stemming niet bindend was, werd er gestemd in de meer dan 800 gemeenten in de Verenigde Staten; Rutherford kreeg meer dan 95% van de stemmen voor president. Zijn concurrenten stonden 10e tot en met 13e op de lijst van toekomstige directeuren, waarbij de meeste steun werd gegeven aan Rutherfords toenmalige zes mede-directeuren. Op 5 januari 1918 werd Rutherford bevestigd in zijn ambt en kreeg 194 106 stemmen van de aandeelhouders. Van de voormalig directeuren kreeg Hirsh de meeste stemmen: 23 198 en eindigde op de 10e plaats. Prompt werd een resolutie opgesteld en aangenomen dat Hirsh zich moet terugtrekken uit het uitgeverscomité.
Rutherford gaf op de bijeenkomst toe dat hij veel fouten had gemaakt, maar rond medio 1919 had een zevende van de Bijbelonderzoekers verkozen de geloofsgemeenschap te verlaten in plaats van zijn leiderschap te accepteren en vormde groepen als Paul Johnson Movement, Dawn Bible Students Association, Pastoral Bible Institute of Brooklyn, Elijah Voice Movement en Eagle Society.
In december 1918 beschouwden Charles E. Heard en sommige anderen de aanbeveling van Rutherford om war bonds (oorlogsaandelen) te kopen als een verdraaiing van Russells pacifistische leringen en startten de Stand Fast Bible Students Association in Portland, Oregon.
Strekkingen: Bijbelonderzoekers · Ernstige Bijbelonderzoekers · Jehova's getuigen · Vrije Bijbelonderzoekers

Geschiedenis van het christendom · christendom van A tot Z